# Thomas Brock
Pour les articles homonymes, voir Brock.
Cet article concerne le sculpteur britannique. Pour le biologiste américain, voir Thomas D. Brock.
Thomas Brock (Worcester, 1er mars 1847 – 22 août 1922), est un sculpteur britannique à qui l'on doit entre autres le Victoria Memorial de Londres qui fait face aux grilles du palais de Buckingham, à l'extrémité ouest du Mall ainsi que la statue de la Reine Victoria dans la ville du Cap en Afrique du Sud.

## Distinctions et honneurs
- Membre de la Royal Academy (RA - 1891)[1]
- Chevalier commandeur de l'ordre du Bain (KCB - 1911)

## Créations

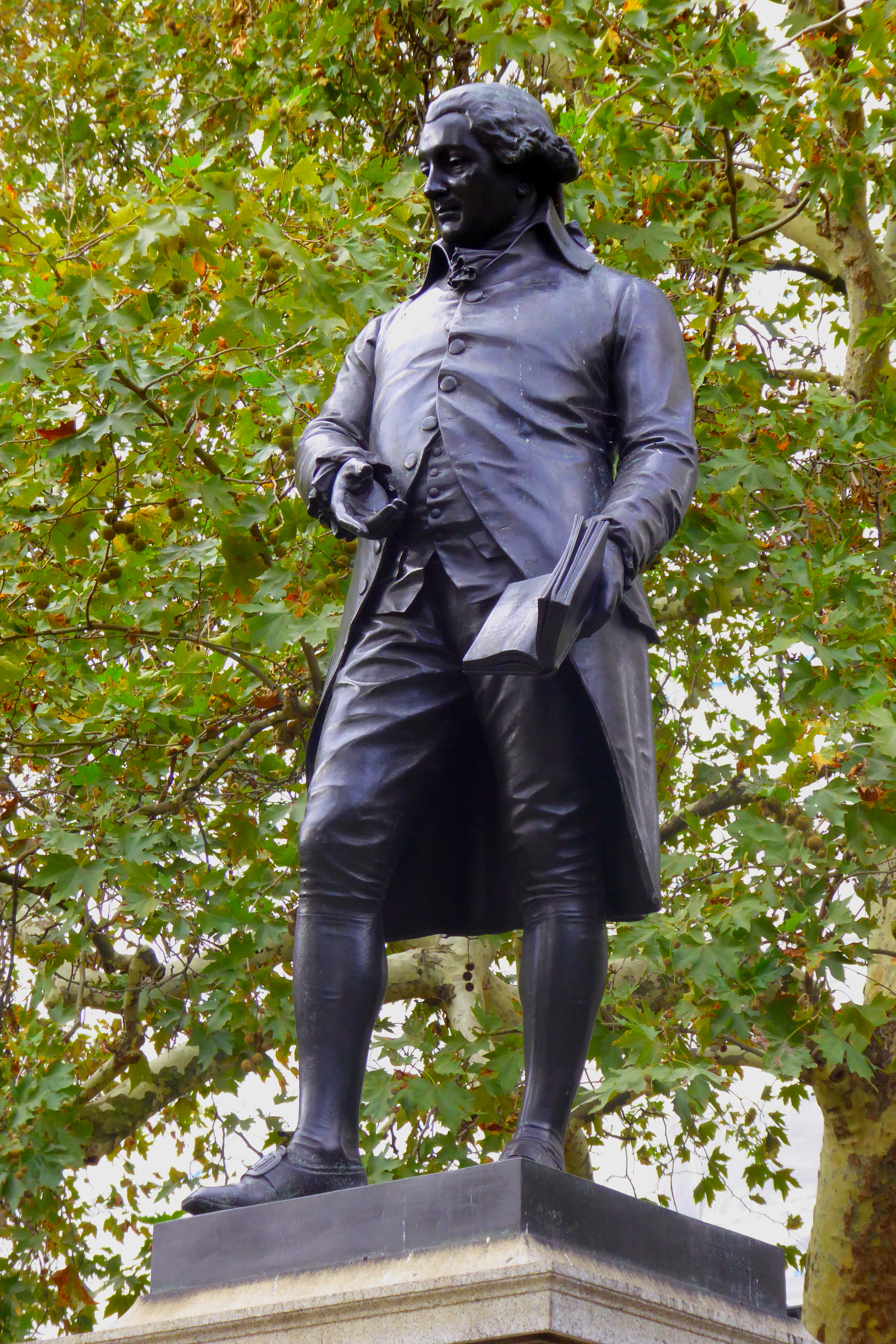
Statue de Robert Raikes, Londres.
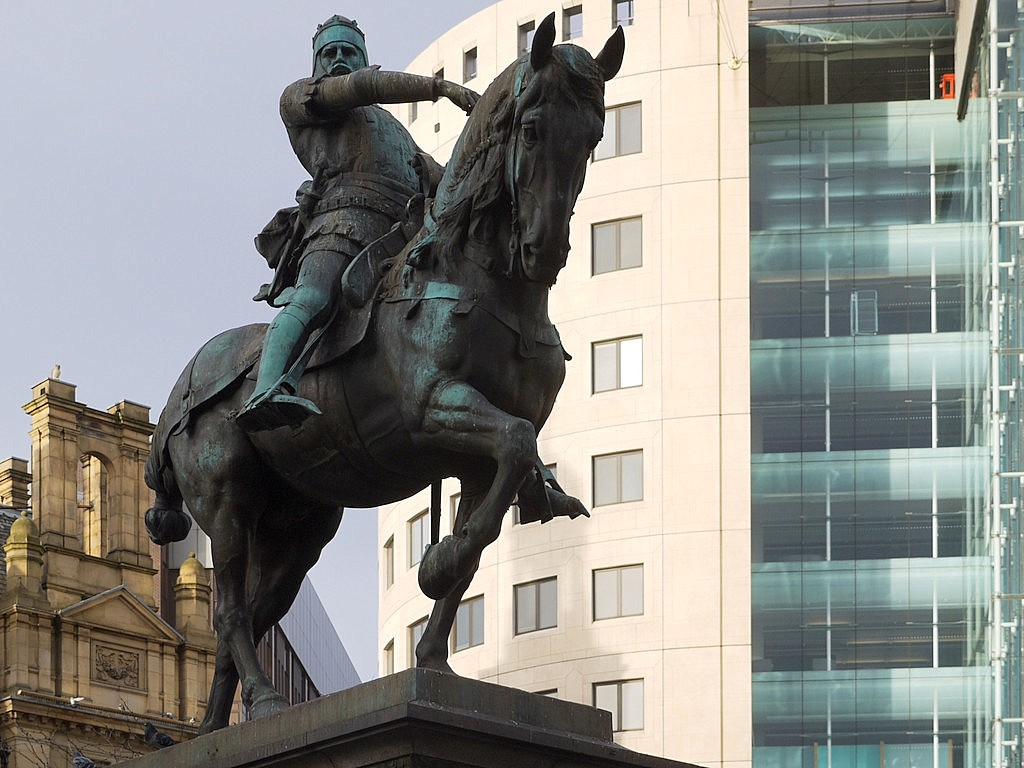
Édouard de Woodstock.
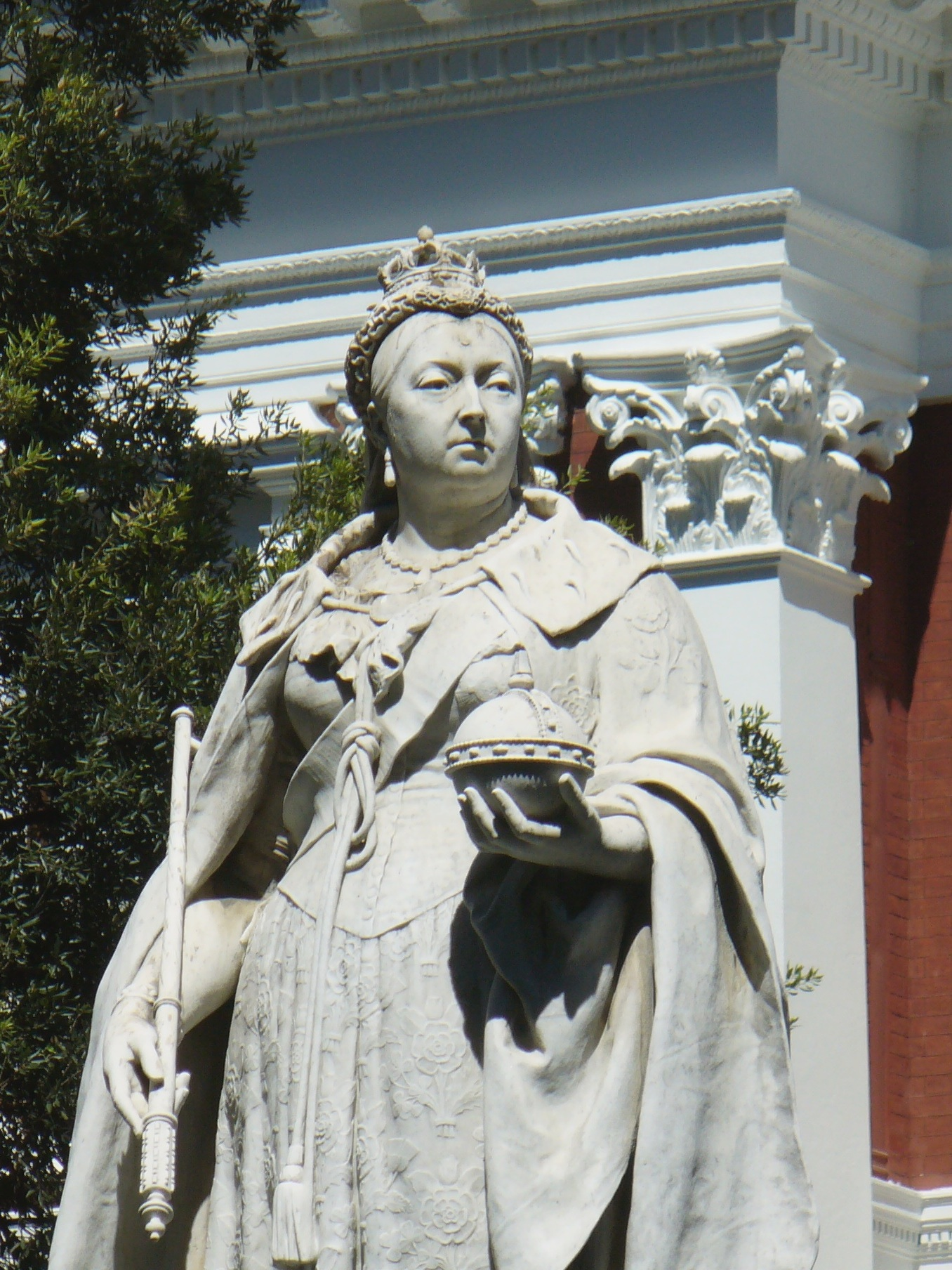
Statue de la reine Victoria, Afrique du Sud, Cape Town.
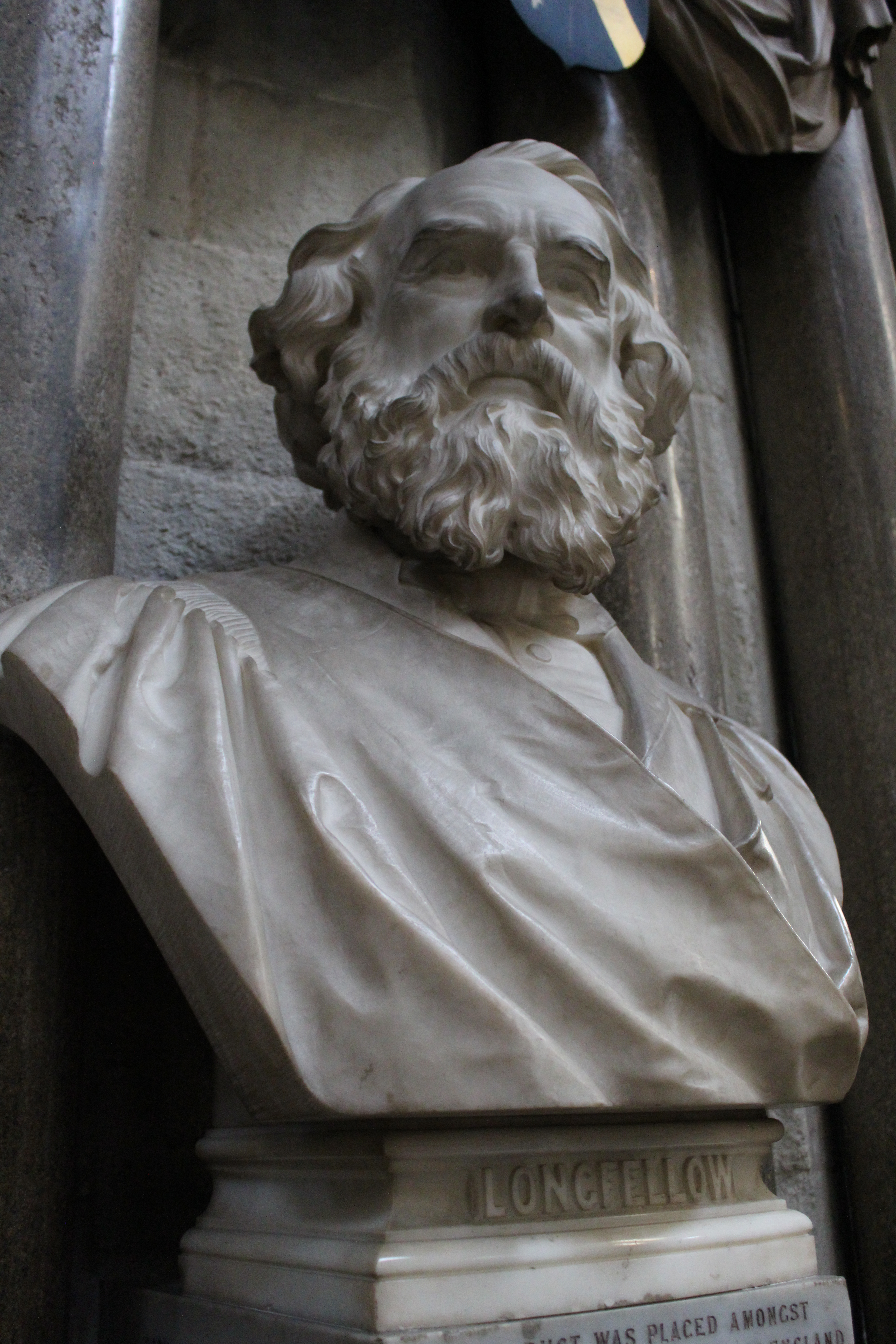
Poète Henry Longfellow.
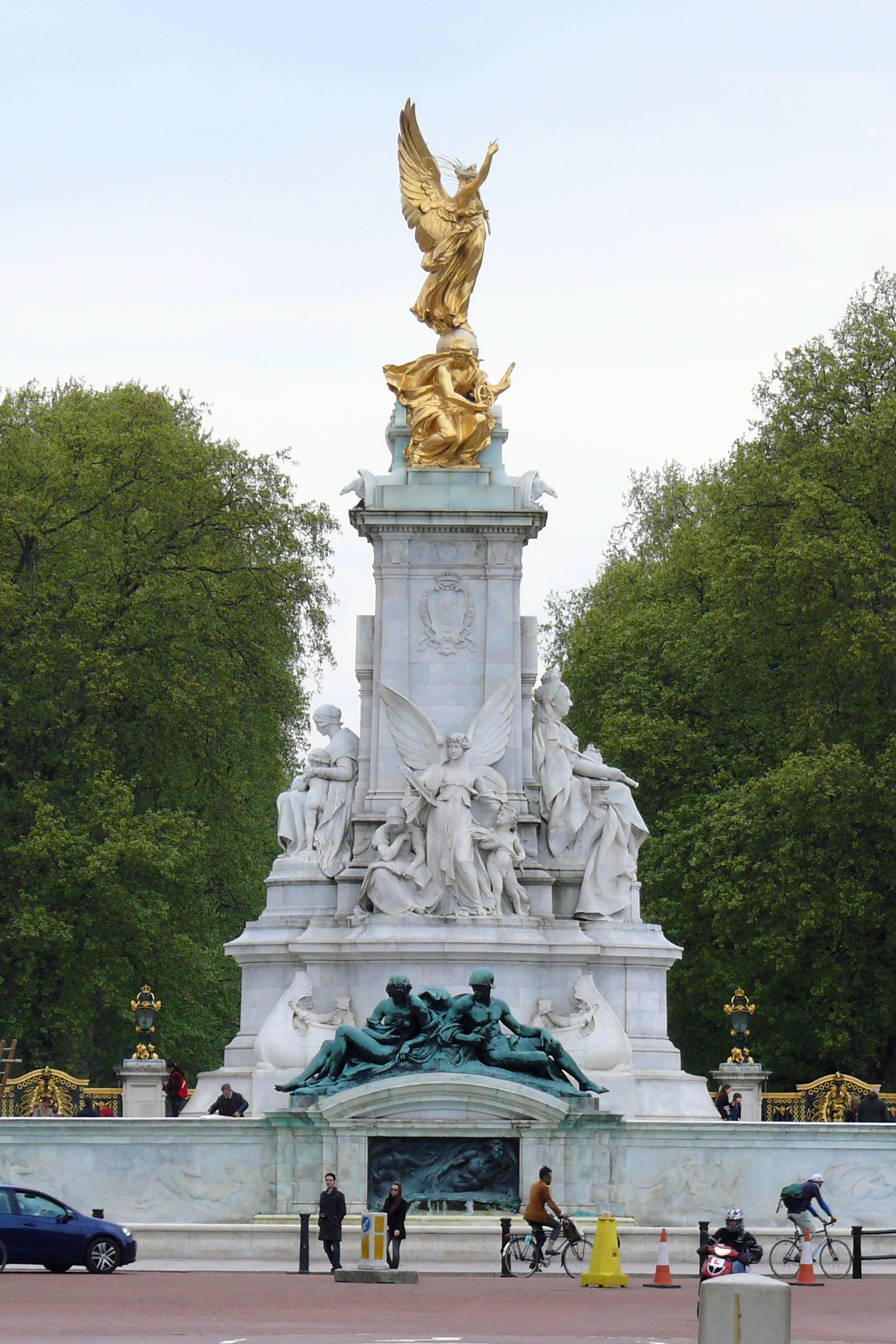
Victoria Memorial, Londres.
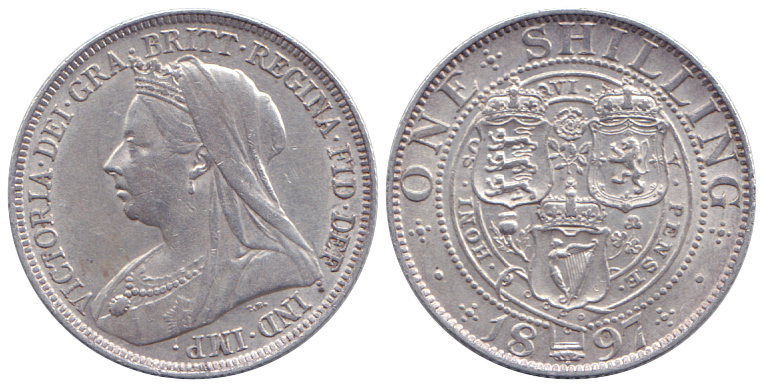
Shilling 1897, sur l'avers se trouve un portrait de la reine Victoria par Thomas Brock.